# Sten Kaalø
Sten Kaalø Andersen (født 12. august 1945 på Frederiksberg) er en dansk forfatter, skuespiller og præst.
Kaalø er opvokset i Valby, hvor hans forældre drev en frugtforretning. Han gik på kunsthøjskole i Holbæk i 1963 og blev i 1965 optaget på lærerseminariet og senere teologistudiet, men færdiggjorde ingen af delene. Han havde fra 1966 diverse jobs, bl.a. som skuespiller, statist og forfatter, mejerielev, boghandlerlærling og tallerkenvasker. I 1969 debuterede han med digtsamlingen Med hud og hår og har siden skrevet adskillige bøger og skuespil. Han blev tilknyttet Studenterscenen og optrådte fra 1970'erne på Jomfru Ane Teatret, Gladsaxe Teater og Boldhus Teatret. Fra 1992 har han arbejdet som præst ved Bovlund Frimenighed i Sønderjylland. 
Forfatterskabet er meget bredt og rummer prosa, lyrik, hørespil og salmer. Temaer er ofte kærligheden, livsglæden og hverdagslivet. Der kan i forfatterskabet ses en udvikling fra de tidlige besyngende digte over en krisestemt digtning ved nye livserfaringer. Herefter går forfatterskabet mod en kristen livsbesyngelse. Sten Kaalø har siden 1984 fået Statens Kunstfonds livsvarige ydelse og blandt flere priser kan nævnes Danske Dramatikeres Hæderspris i 1981. 

## Anerkendelser
- Henri Nathansens Dramatikerpris (1974)
- Otto Benzons Forfatterlegat (1975)
- Otto Gelsted-prisen (1976)
- Otto Rungs Forfatterlegat (1977)
- Johannes Ewalds Legat (1980)
- Niels Matthiasen-prisen (1981)
- Danske Dramatikeres Hæderspris (1981)
- Statens Kunstfonds livsvarige ydelse (siden 1984)
- Drachmannlegatet (2014)

## Filmografi
- Ang.: Lone (1970)
- Den forsvundne fuldmægtig (1971)
- Kære Irene (1971)
- Farlige kys (1972)
- Mor, jeg har patienter (1972)
- Hip Hip Hurra (1987)

### Tv-serier
- Huset på Christianshavn (1970-1977)
- Johansens sidste ugudelige dage (1988)

## Udvalgt bibliografi
- Med hud og hår – 24 digte (1969)
- Væk (noveller, 1973)
- Skønne dage (roman, 1974)
- Den flyvende baby (børnebog, 1976)
- Lemmensuru (1976)
- Sidste forår (1976)
- I al hemmelighed (roman, 1977)
- Du træder frem (1986)
- Det utroligste (1987)
- Kvinden, manden, barnet – bibelske menneskebilleder (1990)
- The Two dogs (1990)
- Barnet ovenpå (1991)
- Og silden sover med hovedet nedad (1991)
- Torden (1991)
- Den første gang (1992)
- Sally fra det grå hus (1992)
- Glæden ved kartoflen (1993)
- Om at gribe livets fart (1993)
- Pilgrim i Paz (roman, 1993)
- Luft – digte (1994)
- Udvalgte digte 1969-94 (1996)
- Noa og tudsen og arken (1998)
- Handel med jord – digte, (1999)
- Solslag – digte (2000)
- Sandet på stranden – digte (2003)
- Længere ind i rummet – digte (2004)
- Fluens bagben – digte (2005)
- Adrian Moccels papirer – digte (2007)
- Den sidste sne – digte (2009)
- Begyndelsen og slutningen (2011)
- Bobler - digte (2016)
- Slowfox - digte (2019)